# 比蒂希海姆-比辛根车站
比蒂希海姆-比辛根车站（德語：Bahnhof Bietigheim-Bissingen），1974年12月31日前称比蒂格海姆（符騰堡）車站（Bietigheim (Württ)），是位于德国西南部市镇比蒂希海姆-比辛根的一个铁路枢纽，符腾堡西部铁路在此从弗兰肯铁路分离。它也凭借自身拥有的八条到发线成為路德维希堡县境内最大铁路车站，站內除了区域列车外，还可轉乘斯图加特城市快铁5号线和卡尔斯鲁厄城铁5号线。本站於1847年10月11日隨弗兰肯铁路的前身「符騰堡北部鐵路」開通而投入使用，此後在1845年7月被規劃為西部鐵路的分岔點，車站大樓也分別於1887年及1958年進行了擴建或翻新。1975年起，車站為了因應比蒂格海姆和比辛根合體為單一市鎮而改為現名。

## 历史
比蒂格海姆车站得益于符腾堡北部铁路的续建——以将斯图加特与海尔布隆相连，而得以在1847年10月11日随着路德维希堡至比蒂格海姆区间的通车而启用。车站是位于距离市镇约2公里外的莱恩森林（Laiernwald）中。市议会曾努力将建站地点尽可能的靠近市镇，但遭到了国家铁路当局的拒绝。除了站房建筑外，那里最初还有其它的公务住房、一座货棚和一座机车棚。至1848年7月25日，北部铁路的剩余路段，即比蒂格海姆至海尔布隆区间也建成通车。
根据鐵路工程師查尔斯·维尼奥尔斯在1843至1844年提出的建议，通往布鲁赫萨尔的符腾堡西部铁路应该在塔姆附近从北部铁路分离。但同為工程師的卡尔·埃策尔则在1845年7月倡議在更北之處，即在比蒂格海姆分岔。由于这里有恩茨河谷地的最窄处，仅需建造比原计划更短及更低的桥梁。在维尼奥尔斯的方案中，需要于比蒂格海姆的塞格穆勒地区兴建一座46米高和515米长的高架桥；但埃策尔方案中的桥梁仅需26米高和287米长。尽管线路长度将由此而增加，却可节省约40万古尔登的预算。因此国家铁路经验丰富的工程师们毫不犹豫的选择建设比蒂格海姆铁路高架桥，而国家财政部也在1846年2月同意拨款。
由于当时埃策尔正在与时任符腾堡王国财政大臣、原籍比蒂格海姆的卡尔·冯·格特纳之女谈恋爱，并于1847年完婚。这便引发了人们猜测：方案的选择是因为埃策尔的岳父有意将其家乡打造成铁路枢纽。
自1852年起，北部铁路从斯图加特至比蒂格海姆区间的复线通车。西部铁路的轨道则位于站房建筑左侧。这意味着车站从此拥有了岛式月台。另一条新的铁路线于1853年10月1日开建。至1879年12月8日，首班列车驶入巴克南－比蒂格海姆铁路。通过这条线路，来自巴克南的货运列车可以直接开往米拉克或海尔布隆，反之亦然。在这一时期，比蒂格海姆车站是符腾堡的第二大车站。

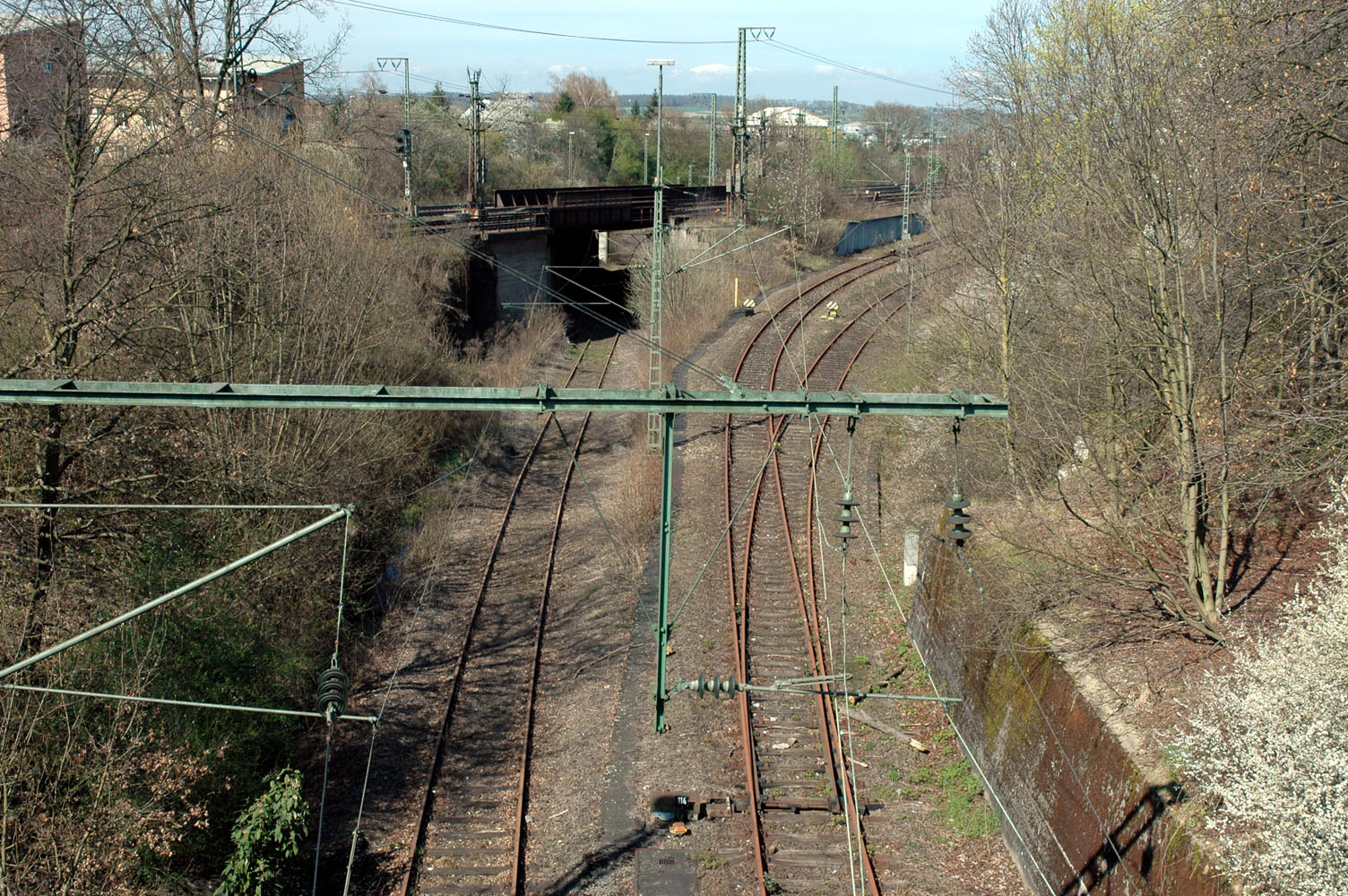
来自巴克南仅存的电气化线路横跨主线（2007年4月）

1887年，首个工厂在车站附近落户。除此之外还有1889年设立的奈恩油毡厂（Linoleum-Werke Nairn AG），并在一年之后更名为日耳曼尼亚油毡厂股份公司。在车站西侧的站前大街（今斯图加特大街）也建有商住楼宇及酒店。同时与车站相邻的比辛根地区也逐渐发展成为聚居地。1910年，来自斯图加特的巴尔兹公司（H. Balz & Co.）曾提议，在比蒂格海姆的老城区和车站之间开办无轨电车服务。地方议会批准了这项提议，但基于成本的原因而不得不放弃:p589。
德意志国铁路于1940年在北部铁路的路德维希堡—比蒂格海姆区间增建了第三条轨道。虽然四线铁路也已纳入计划中，但它在随后的41年间都没有实现。第二次世界大战中的几次空袭对比蒂格海姆的铁路基建设施造成了严重破坏。通往巴克南的线路在此後没有再进行重建，而比蒂格海姆至白欣根-怀廷斯海姆（今内卡河畔弗赖贝格）之间的部分路段也已废弃，剩余的路段则仅作为一条机走线使用。二战结束后，站房建筑又进行了临时搭建。随着路德维希堡－比蒂格海姆区间实现电气化，斯图加特的市郊列车得以自1950年11月10日起延伸至比蒂格海姆车站。
1975年1月1日，城市比蒂格海姆与乡镇比辛根合并，组成了新的市镇比蒂希海姆-比辛根。这也导致了本站的更名。但比蒂格海姆车站的称谓仍在口语中使用，1981年5月31日起，它还成为了斯图加特城市快铁的起讫站之一。

## 车站大楼

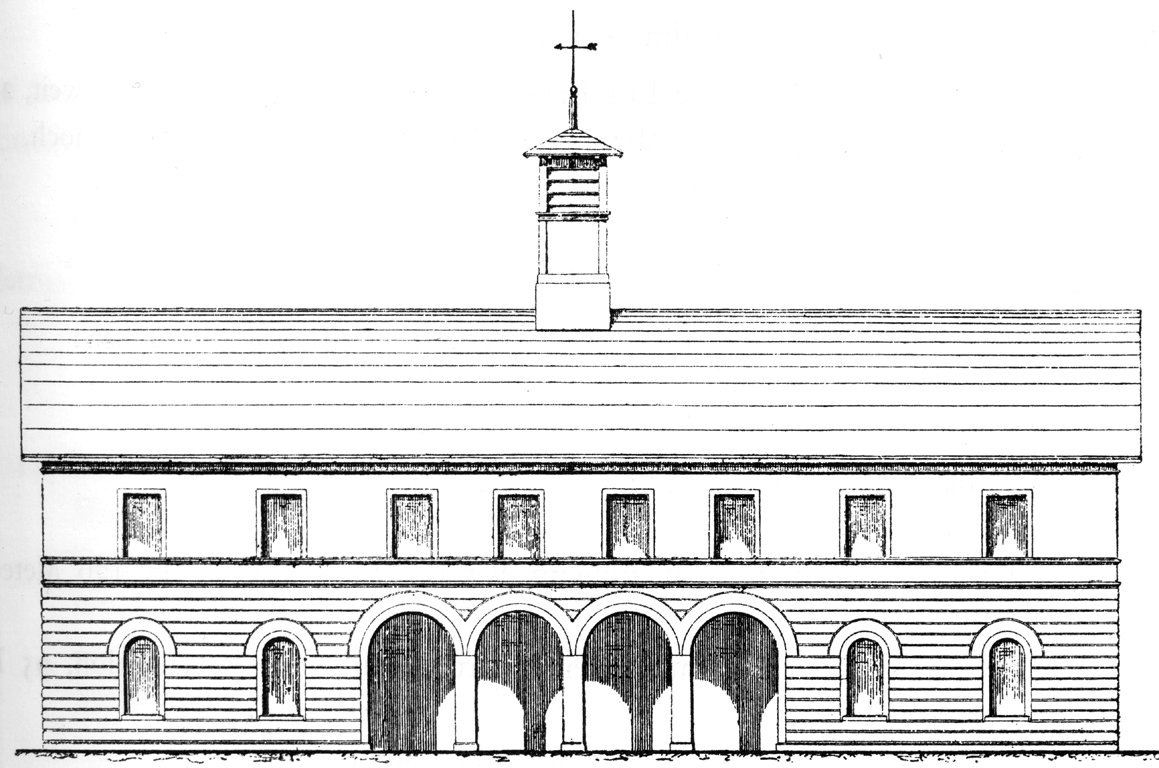
1847年的首座车站大楼

本站首座车站大楼在当时采用圆拱式建筑风格，它可能是由米夏埃尔·克诺尔所设计。这是一座两层高的建筑，并包含一个带有大钟及两个铃铛的塔楼。八拱顶的建筑是由方石堆砌而成。在一楼有个高及窗户的檐口。由于缺乏（建筑物的）凸出部分，车站大楼连续的双坡屋顶和建筑接缝呈现清晰的水平划分。其中部是通过四拱的中央前厅和钟楼得到加强。车站大楼自1847年起还在地面层建有两间候车厅、一间站长办公室、一间出纳室、一间行李室和一间职员室。二楼则有铁路人员的公寓:p103。1887年，车站额外扩建了一座行政大楼。它紧邻车站大楼，并设有一间候车厅及一间餐厅。
1958年，本站的新车站大楼開工，并在1961年6月27日正式投入使用。新海德堡火车总站的设计师赫尔穆特·康拉迪将其规划为两层高的建筑，并在右侧附带一间平房。车站的顶棚分别延伸至右侧和左侧大堂，并与一个带有大钟的四层高塔楼相连，它们从外观上看就像是同棟建筑物的一部分，大楼的窗户则凸显其混凝土的框架。塔楼和上层建筑則设有职员办公室。原有的车站大楼最初得以保留，但其后仍遭拆除:p268。

## 铁路运营

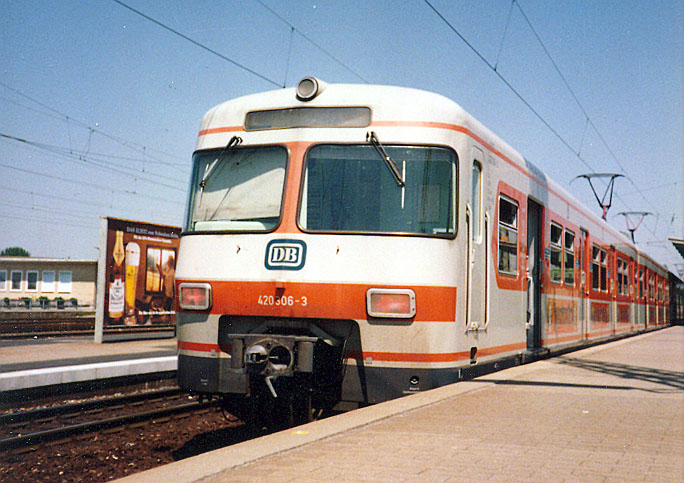
用于城市快铁的420型动车组停靠于5道（约1989年）

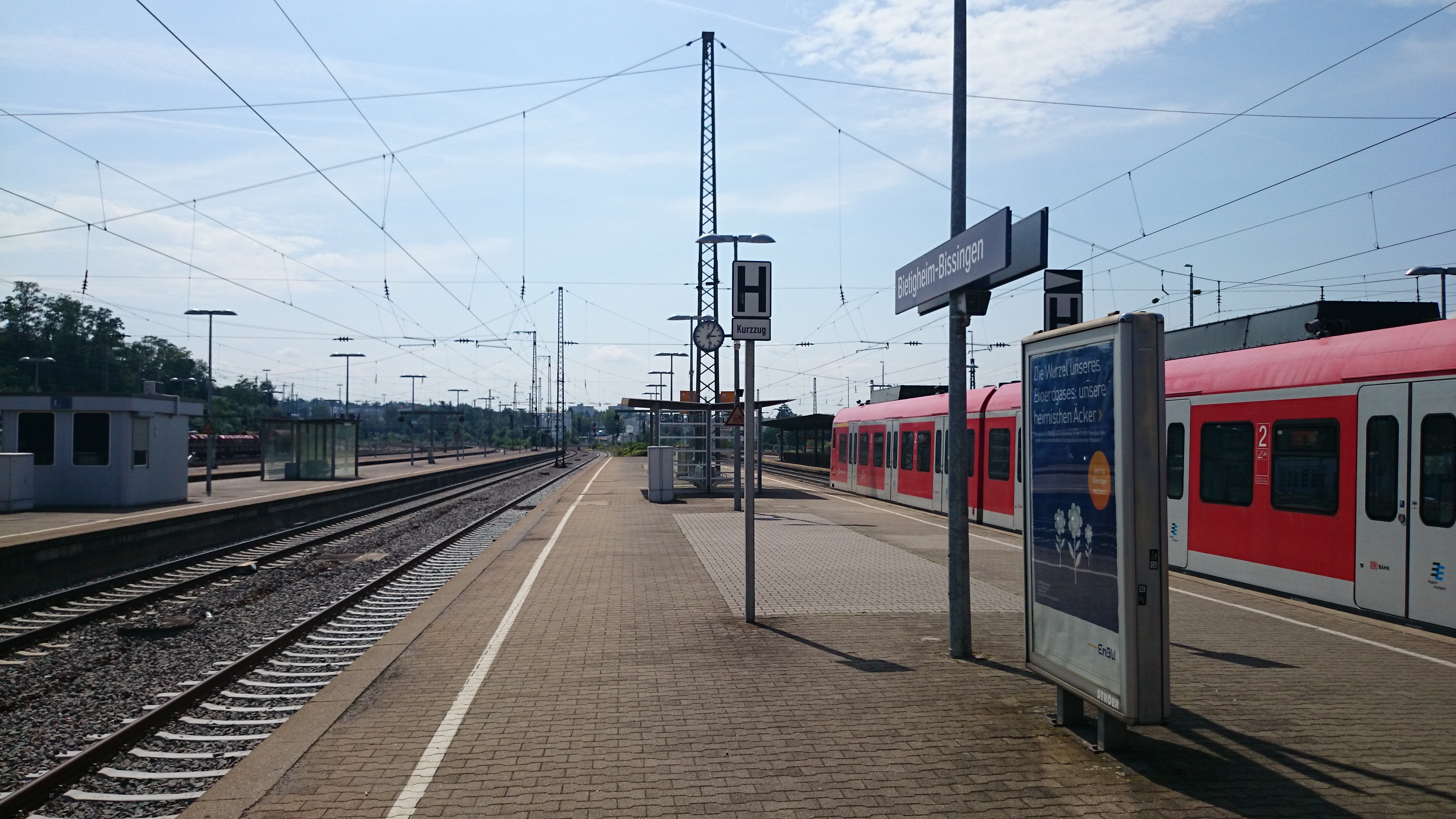
5道（左）及6道（右）纵览（2014年）

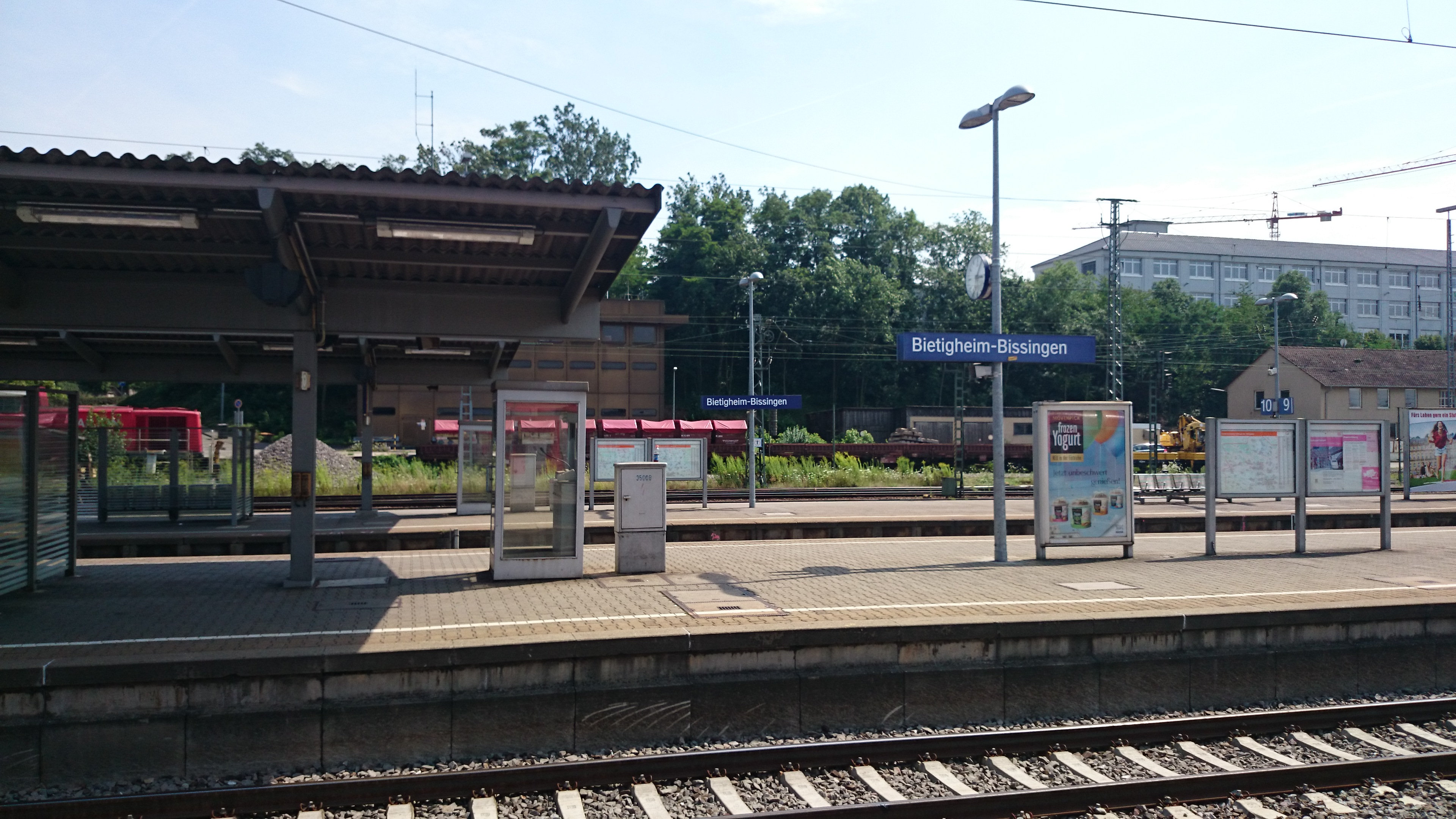
车站月台（2014年）

比蒂希海姆-比辛根车站是一个铁路枢纽。它在德国铁路车站分级中被德铁车站及服务归类为二等车站。从南面有四条铁路轨道接入车站。其中内侧的两条线路主要用于城市快铁，两条外侧线路则用于区域运输。而符腾堡西部铁路是在车站的北端从弗兰肯铁路分离。1道及2道作为货运轨道而不设有站台。3道是通往沃尔特和巴特维尔德巴特的城市快铁起点。4道主要停靠从卡尔斯鲁厄和海德堡驶往斯图加特的区域列车。5道是通往斯图加特施瓦本大街的城市快铁起点。城市快铁会使用6道作为终点停靠，然后再驶往后方的轨道场停放。7道停靠的是驶往卡尔斯鲁厄和海德堡的区域列车。8道主要停靠从海尔布隆和维尔茨堡驶往斯图加特的区域列车。9道并不经常使用，它仅是在其他轨道被占用或堵塞的情况下才作为会让道使用。10道则停靠驶往海尔布隆和维尔茨堡的列车。此外，还有大量轨道可供货运列车作存放或调车使用。比蒂希海姆-比辛根车站的信号所采用的是DrS60型联锁装置。

### 区域运输
| 线路 | 走向 | 间隔                                                 |
| ---- | --- | ---------------------------------------------------- |
| R4   | 斯图加特 － 路德维希堡 － 比蒂希海姆-比辛根 － 海尔布隆 － 巴特腓特烈斯哈尔-亚格斯特费尔德 － 奥斯特布尔肯 － 劳达 － 维尔茨堡                 | 60分钟一班                                           |
| R5   | 斯图加特 － 路德维希堡 － 比蒂希海姆-比辛根 － 法伊英根 － 米拉克 － 普福尔茨海姆 － 卡尔斯鲁厄-杜拉赫 － 卡尔斯鲁厄                           | 120分钟一班（与斯图加特－海德堡RE交替开行）          |
| R5   | 斯图加特 － 路德维希堡 － 比蒂希海姆-比辛根 － 法伊英根 － 米拉克 － 布雷滕 － 布鲁赫萨尔 － 海德堡                                            | 120分钟一班（与斯图加特－卡尔斯鲁厄RE交替开行）      |
| R1   | 斯图加特 － 路德维希堡 － 比蒂希海姆-比辛根 － 海尔布隆 － 巴特腓特烈斯哈尔-亚格斯特费尔德 － 莫斯巴赫-内卡埃尔茨                              | 周一至周五早晨对开一班                               |
| R1   | （乌尔姆 － 格平根 －） 斯图加特 － 路德维希堡 － 比蒂希海姆-比辛根 － 海尔布隆 － 巴特腓特烈斯哈尔-亚格斯特费尔德 － 默克米尔 － 奥斯特布尔肯 | 60分钟一班（斯图加特及海尔布隆之间压缩为30分钟一班） |

### 城市快铁
| 线路 | 走向 |
| ---- | --- |
| S 5  | 比蒂希海姆-比辛根 － 路德维希堡 － 楚芬豪森 － 火车总站（地下） － 施瓦本大街 |
| S 5  | 比蒂希海姆-比辛根 － 法伊英根 － 米拉克 － 普福尔茨海姆 － 瑟林根 － 卡尔斯鲁厄-杜拉赫 － 卡尔斯鲁厄集市广场 － 卡尔斯鲁厄恩滕方 － 卡尔斯鲁厄-克尼林根 － 沃尔特 － 沃尔特多施贝格 |